# Centro Deportivo Internacional Moi
El Centro Deportivo Internacional Moi (en inglés: Moi International Sports Centre; en Suajili: Uwanja wa Kimataifa wa Michezo wa Moi) es un complejo de usos múltiples en Kasarani, un suburbio de la ciudad de Nairobi, Kenia. Fue construido para los Juegos Panafricanos de 1987 celebrados en Nairobi. Incluye un estadio, un complejo acuático y un pabellón deportivo. Actualmente el estadio se utiliza sobre todo para los partidos de fútbol. El estadio fue utilizado como sede de los MTV África Music Awards de 2009.
La Arena se utiliza para el voleibol, gimnasia, baloncesto, bádminton, boxeo, lucha libre, artes marciales, tenis de mesa y otros deportes. Tiene una capacidad de 5000 espectadores.